# Túbulo intermediário
Em anatomia renal, o túbulo intermediário é o seguimento do túbulo renal localizado entre o túbulo proximal e o túbulo distal. É uma estrutura tubular microscópica que faz parte dos túbulos renais, um dos constituintes do nefrónio.

## Subdivisões
De acordo com a International Union of Physiological Sciences, o túbulo intermediário é dividido em duas partes: a porção inicial chamada de ramo fino descendente, e a porção final chamada de ramo fino ascendente. O túbulo intermediário tem a forma de U, por isso suas subdivisões são denominadas de ramo descendente e ramo ascendente. O termo fino, provém do fato das células do túbulo intermediário serem menos espessas que os outros seguimentos dos túbulos renais, dando a impressão de serem mais finas quando visualizadas ao microscópio. O túbulo intermediário, a parte reta do túbulo proximal e a parte reta do túbulo distal, fomam a alça de Henle, e por isso as divisões do túbulo intermediário são também chamadas de ramo descendente fino da alça de Henle e ramo ascendente fino da alça de Henle.
| Segmento             | Divisão               | Comentário                                       |
| -------------------- | --------------------- | ------------------------------------------------ |
| Túbulo intermediário | Ramo descendente fino | Sinônimo: Ramo descendente fino da alça de Henle |
| Túbulo intermediário | Ramo ascendente fino  | Sinônimo: Ramo ascendente fino da alça de Henle  |